# Línguas médio rio Negro
As línguas médio rio Negro são um grupo de línguas aruaques extintas faladas no Brasil e na Venezuela.

## Línguas
As línguas são:
- Médio Rio Negro
  - † Baré
  - † Guinau
  - † Anauyá; † Mainatari, † Yabahana

(† = língua extinta)

## Comparação lexical
Comparação lexical entre o yabahana, o mainatari, o anauyá, o baré e o guinau (Ramirez 2019: 598):
| Português      | Yabahana | Mainatari         | Anauyá   | Baré     | Guinau   |
| -------------- | -------- | ----------------- | -------- | -------- | -------- |
| rosto          | -dau-ʃ   |                   |          | -dawi-ti |          |
| orelha         |          |                   | -taʃi-hĩ | -dati-ni | -daʃi-ni |
| olho           | -awi-ʃ   | -awi              | -awi     | -awi-ti  | -awi-si  |
| nariz          | -heɻ     | -ti (empréstimo?) | -hiɻi    | -ti      | -isi     |
| raiz           | -doli    |                   |          | -dʊri    |          |
| pé             | -iti     | -eti              | -iti     | -isi     | -iʃi-be  |
| fruta          | -boko-hi |                   |          | -bʊkʊ    | -buku    |
| filho          | -ite     |                   |          |          | -ite     |
| avô            | -ado     |                   |          |          | -atu     |
| frio           | ameni    |                   |          | hame-na  |          |
| bom            | katʃa    |                   | kara     |          | kaza-ha  |
| amarelo        | wiʃo     |                   |          | witʊ     |          |
| rede de dormir | meeɻi    | me͂ɻü              | mitsai   | mi(je)   |          |